# La Cabota
|  | Aquest article tracta sobre la revista. Si cerqueu material d'unió, vegeu «cabota». |

La Cabota és una publicació humorística valenciana, originàriament d'àmbit comarcal i periodicitat estacional, gratuïta i editada per l'associació El Pardal Rampant. Aparegué a la primavera del 2005, any en què es publicaren quatre números, tres el 2006 i el 2007 un únic, el darrer número editat.